# Ana Lucrecia García
Ana Lucrecia García (Coro, 1970) è un soprano venezuelana.

## Biografia
Ha iniziato gli studi musicali come violinista nel Sistema di Orchestre Giovanili e Infantili del Venezuela, nella sua città natale, Coro, diventando concertista e debuttando con l'Orchestra Sinfonica del Venezuela a Caracas. In seguito inizia a studiare canto con Rosita del Castillo e debutta in Die Walküre come Ortlinde. Nel 1998 si trasferisce in Spagna grazie a una borsa di studio per perfezionarsi alla Scuola di Musica Reina Sofia di Madrid, dove ha studiato con i Maestri Alfredo Kraus e Teresa Berganza. Nel 2001 debutta come Fiordiligi in Così fan tutte al Palacio de Festivales di Santander e al Teatro de La Zarzuela di Madrid. Durante i primi anni di carriera ha cantato Stabat Mater di Pergolesi con Teresa Berganza, il ruolo di Clarice de Il Mondo della Luna (Haydn) al Teatre Lliure di Barcellona e quello di Salud de La vida breve di Manuel de Falla con l'Orchestre National de Lorraine. Ha interpretato anche  il ruolo di Suor Angelica, di Elisabetta di Valois del Don Carlo (Francoforte e Berlino), Margherita di Mefistofele (Valencia) e Aida, interpretata a Madrid, Segovia, Atene, Seattle (diretta da Riccardo Frizza) e Napoli (diretta da Nicola Luisotti). Oltre che alla Scala di Milano, in Italia ha debuttato all'Arena di Verona (Aida e il ruolo di Abigaille in Nabucco), Napoli (I Masnadieri) e Salerno (Norma). Ottenendo l'approvazione dalla critica e dal pubblico.
Ha conquistato l'attenzione del mondo della lirica grazie a una sostituzione dell'ultimo minuto al Teatro alla Scala di Milano come Odabella in Attila nel 2011 .

## Repertorio
| Ruolo                | Titolo               | Autore   |
| -------------------- | -------------------- | -------- |
| Norma                | Norma                | Bellini  |
| Elena                | Mefistofele          | Boito    |
| Salud                | La vida breve        | de Falla |
| Santuzza             | Cavalleria rusticana | Mascagni |
| Fiordiligi           | Così fan tutte       | Mozart   |
| Suor Angelica        | Suor Angelica        | Puccini  |
| Turandot             | Turandot             | Puccini  |
| Abigaille            | Nabucco              | Verdi    |
| Lucrezia Contarini   | I due Foscari        | Verdi    |
| Odabella             | Attila               | Verdi    |
| Lady Macbeth         | Macbeth              | Verdi    |
| Amalia               | I masnadieri         | Verdi    |
| Leonora              | Il trovatore         | Verdi    |
| Amelia               | Un ballo in maschera | Verdi    |
| Elisabetta di Valois | Don Carlo            | Verdi    |
| Aida Amneris         | Aida                 | Verdi    |
| Ortlinde             | Die Walküre          | Wagner   |